# Afrobrianax africanus
Afrobrianax africanus is een keversoort uit de familie keikevers (Psephenidae). De wetenschappelijke naam van de soort werd in 1914 gepubliceerd door Maurice Pic.